# Collegium Novum Zürich
Das Collegium Novum Zürich ist ein Ensemble für zeitgenössische Musik aus Zürich.
1993 gegründet, macht sich das Collegium Novum Zürich zum Ziel, Musik der Gegenwart zu fördern und zur Aufführung zu bringen. Gleichzeitig wird das zeitgenössische Musikschaffen in Kontext zur Musik vergangener Epochen gestellt. Wichtiger Bestandteil der künstlerischen Arbeit ist der direkte Kontakt mit den Komponisten sowie der Austausch mit Kooperationspartnern wie der Zürcher Hochschule der Künste und dem Experimentalstudio des SWR. Das gegenwärtig 21 Mitglieder umfassende Solistenensemble kann dank seiner mobilen Struktur flexibel auf jede Besetzung zurückgreifen, vom Solo bis zu grossem Ensemble. So kann sich die Programmgestaltung ganz nach inhaltlichen Kriterien ausrichten. Die Mitglieder treten mit dem Ensemble auch solistisch in Erscheinung und nehmen neben ihrer Tätigkeit beim Collegium Novum Zürich führende Rollen im Schweizer Kulturleben ein.
Das Collegium Novum Zürich, das von der Stadt Zürich subventioniert wird, unterhält seit Jahren eine eigene Konzertreihe in Zürich, bei der in Zusammenarbeit mit der Tonhalle-Gesellschaft und weiteren Partnern regelmässig Ensemble-Projekte in der Tonhalle und an anderen Konzertorten in der Stadt realisiert werden. Dabei werden die spartenübergreifende Vernetzung der Künste sowie sinnfällige Verbindungen von musikalischem Programm und Konzertort gesucht.
Das Collegium Novum Zürich brachte zahlreiche Werke zur Uraufführung, darunter Kompositionen von Gary Berger, Ricardo Eizirik, Beat Furrer, Vinko Globokar, Georg Friedrich Haas, Edu Haubensak, Hans Werner Henze, Klaus Huber, Michael Jarrell, Mischa Käser, Rudolf Kelterborn, Jorge E. López, Mithatcan Öcal, Helmut Oehring, Klaus Ospald, Enno Poppe, Lucia Ronchetti, Andrea Lorenzo Scartazzini, Annette Schmucki, Blaise Ubaldini, Nadir Vassena, Stefan Wirth und Gérard Zinsstag.
Am Pult des Ensembles standen Dirigenten wie Pierre Boulez, Sylvain Cambreling, Friedrich Cerha, Mark Foster, Beat Furrer, Pablo Heras-Casado, Peter Hirsch, Heinz Holliger, Mauricio Kagel, Johannes Kalitzke, Roland Kluttig, Susanna Mälkki, Emilio Pomàrico, Enno Poppe, Peter Rundel, Michael Wendeberg, Jörg Widmann und Jürg Wyttenbach. Von der Saison 2013 bis 2016 arbeitete das Ensemble mit Jonathan Stockhammer als Conductor in Residence zusammen.
Das Collegium Novum Zürich tritt regelmässig im In- und Ausland auf und gastiert bei renommierten Festivals und Veranstaltern wie Muziekgebouw Amsterdam, Berliner Festspiele (MaerzMusik), Lucerne Festival, Philharmonie Luxembourg, November Music, Donaueschinger Musiktage, Schwetzinger Festspiele, Kölner Philharmonie, WDR Köln, Klangspuren Schwaz, Wiener Konzerthaus, Wittener Tage für Neue Kammermusik, Warschauer Herbst und Tage für Neue Musik Zürich.

## Mitglieder
- Flöte: Sarah Ouakrat
- Oboe: Matthias Arter
- Klarinette: Heinrich Mätzener, Ernesto Molinari
- Fagott: Miguel Ángel Pérez Domingo
- Saxophon: Sascha Armbruster
- Horn: Olivier Darbellay, Tomás Gallart
- Trompete: Jens Bracher
- Posaune: Kevin Toksöz Fairbairn, Stephen Menotti
- Schlagzeug: Brian Archinal
- Klavier: Gilles Grimaître, Stefan Wirth
- Harfe: Manon Pierrehumbert
- Violine: Rahel Cunz, Mateusz Szczepkowski
- Viola: Fabio Marano
- Violoncello: Martina Schucan
- Kontrabass: Johannes Nied
- Elektronik / Klangregie: Gary Berger